# Beyoğlan, İskilip
Beyoğlan là một xã thuộc huyện İskilip, tỉnh Çorum, Thổ Nhĩ Kỳ. Dân số thời điểm năm 2010 là 606 người.